# Birthing
Birthing è il diciassettesimo album in studio del gruppo musicale rock sperimentale statunitense Swans. Fu pubblicato il 30 maggio 2025 dalla Young God Records per il mercato statunitense e dalla Mute Records per il mercato europeo.

## Tracce

### Streaming[3]
Testi e musiche di Michael Gira.
1. The Healers – 21:41
2. I Am a Tower – 19:17
3. Birthing – 22:20
4. Red Yellow – 6:51
5. Guardian Spirit – 10:57
6. The Merge – 15:19
7. (Rope) Away – 19:10

Durata totale: 115:35

### CD e LP

#### Disco uno
Testi e musiche di Michael Gira.
1. The Healers – 21:41 – Lato A
2. I Am a Tower – 19:17 – Lato B
3. Birthing – 22:20 – Lato C

#### Disco due
1. Red Yellow – 6:51 – Lato D1
2. Guardian Spirit – 10:57 – Lato D2
3. The Merge – 15:19 – Lato E
4. Rope – 14:50 – Lato F1
5. Away – 4:20 – Lato F2

### DVD Bonus nelle versioni su CD e LP
1. M. Gira Live Solo 2022: I Wonder if I'm Singing What You're Thinking Me to Sing
2. Swans Live 2024: (Rope) The Beggar